# Cal Batlle Vell (Almenar)
Cal Batlle Vell és una obra d'Almenar (Segrià) inclosa a l'Inventari del Patrimoni Arquitectònic de Catalunya.

## Descripció
Habitatge cantoner de planta baixa i dos pisos cobert per un terrat. El primer pis era l'habitatge dels amos i el segon el dels mossos. A la part baixa de la casa hi havia el celler.

## Història
Durant molt temps va restar deshabitada, posteriorment es va recuperar com a habitatge dels amos. Durant la guerra civil espanyola (1936-1939) va servir de caserna.